# Phytoseius tropicalis
Phytoseius tropicalis är en spindeldjursart som beskrevs av Maryam I. Daneshvar 1987. Phytoseius tropicalis ingår i släktet Phytoseius och familjen Phytoseiidae. Inga underarter finns listade i Catalogue of Life.